# English for You
『English for You』（イングリッシュ・フォー・ユー）は、NHK教育テレビジョンで1972年4月11日から1976年3月18日まで放送されていた中学校3年生向けの学校放送（教科：英語）である。

## 放送時間
| 期間                          | 放送時間             |
| ----------------------------- | -------------------- |
| 1972年4月11日 - 1976年3月18日 | 火曜日 11:00 - 11:20 |

別の時間帯での再放送あり。

## 出演者
- ウィリアム・ムーア[1] - 前番組『英語教室 中学校3年生』から引き続き出演。
- ダン・カフリン
- ほか、単発出演の講師
- テレサ野田